# Азиатско-Тихоокеанский совет
Азиатско-Тихоокеанский совет (АЗПАК)  (англ. Asian and  Pacific Councile (ASPAC) — региональная политико-экономическая организация.
Создана на Учредительной конференции, проходившей в Сеуле (Южная Корея) 14—16 июня 1966 года, на которой 9 некоммунистических стран выразили общую решимость сохранить свою целостность и суверенитет перед лицом внешних угроз.
Штаб-квартира — в Бангкоке (Таиланд).
Высший орган — сессия министров иностранных дел (с 1973 года не созывалась). В периоды между ежегодными сессиями консультативный и координирующий орган АЗПАК — Постоянный комитет в составе послов стран-участниц под председательством министра иностранных дел той страны, на территории которой намечалось проведение очередной сессии организации.
Первоначально в её состав входили Япония, Австралия, Новая Зеландия, Таиланд, Филиппины, Малайзия, Тайвань, Южная Корея и Южный Вьетнам. В качестве наблюдателя присутствовал Лаос.
США, Япония, Австралия и некоторые другие его члены стремились к превращению АЗПАК в военный блок.
Под воздействием побед национально-освободительного движения в Индокитае и политики разрядки международной напряжённости АЗПАК поразил острый политический кризис. В 1973 году из него вышла Малайзия, в 1975 выбыл рухнувший сайгонский марионеточный режим Нгуен Ван Тхьеу. Ряд стран-членов высказался за роспуск совета или его коренную реорганизацию. Деятельность АЗПАК была практически парализована.

## Источник
- Краткий политический словарь. М. Политиздат. 1989 г.
- Словарь сокращений и аббревиатур армии и спецслужб. Сост. А. А. Щелоков. — М.: ООО «Издательство АСТ», ЗАО «Издательский дом Гелеос», 2003.
- Asian And Pacific Council (англ.)